# Vườn quốc gia Vịnh Cedar
Vườn quốc gia Vịnh Cedar là một vườn quốc gia của bang Queensland, Úc, cách thành phố Brisbane 1.522 km về phía đông bắc, và cách thành phố Cooktown 40 km về phía nam. Vườn quốc gia này là một trong các vườn thuộc Vùng nhiệt đới ẩm ướt của Queensland, một di sản thế giới của UNESCO.
Vườn quốc gia này cũng được gọi là Mangkal-Mangkalba trong phương ngữ của thổ dân địa phương Eastern Kuku Yalanji.

## Lịch sử
Trong thập niên 1870, khu vực Vịnh Cedar là nơi khai thác mỏ thiếc. Ngày nay, di tích các nơi khai thác mỏ thiếc này vẫn còn ở khu vực Black Snake Rocks. Trong thập niên 1970, Vịnh Cedar đạt được tình trạng minh bạch, khi các người đến định cư lập nghiệp trên đất công, bị đuổi khỏi khu vườn này. Năm 2007, vườn quốc gia này là một phần 2.000 km² đất được chính phủ bang Queensland trao cho thổ dân địa phương ở Cape York. Việc trao đất này là kết quả của việc đòi Native Title (tương đương Quyền của thổ dân) năm 1994 của thổ dân địa phương.

## Các hoạt động
Vườn quốc gia này là khu rừng nhiệt đới ưa mưa cực bắc Úc. Các du khách thường tới quan sát các loài chim, trong đó có cả đà điểu đầu mào của Úc, chim hút mật ngực vàng, vẹt, chim bói cá, chim mỏ nhát vv... Du khách được phép cắm trại ở rừng cây bụi trong vườn, nhưng không được phép câu cá và thu lượm các vật trong vườn. Các đường mòn đi bộ trong Vườn là các đường mòn do lừa của các thợ mỏ tạo ra.